# 120-й гаубичный артиллерийский полк
120-й гаубичный артиллерийский полк — воинская часть Вооружённых сил СССР в Великой Отечественной войне.

## История полка
120-й гаубичный артиллерийский полк РГК был образован в г. Днепропетровск в октябре 1929 года на базе дивизионов 3-й Южной группы тяжёлой артиллерии особого назначения (ТАОН), которые в период Гражданской войны принимали участие в боях на Южном фронте, в том числе на Каховском плацдарме, у Перекопа, причём получил знамя 47-го отдельного тяжёлого артдивизиона.
В августе 1939 года на базе двух дивизионов этого полка были развернуты два других полка — 375-й и 120-й гап РГК. Последний сразу вошёл в состав действующей армии и участвовал в Освободительном походе РККА в Западной Белоруссии.
13 июня 1941 года были вызваны на сбор красноармейцы запаса.
К 21 июня 1941 года из 318-го гаубичного артиллерийского полка были получены 203-мм гаубицы образца 1931 г. в количестве 18 орудий, вместе со средствами тяги к ним для формирования 612-го гап БМ второй очереди развертывания.
К началу Великой Отечественной войны 120-й гап б/м имел в своём составе 4 дивизиона. Численность полка — более 2000 человек. Полк имел на вооружении 24 английские 203-мм гаубицы образца 1916 года, более 100 тракторов, около 300 автомашин, в том числе несколько десятков вездеходов ЗИС-33 на полугусеничном ходу, большое количество средств радиосвязи.
До 22 июня 1941 года полк основной частью находился в лагере Обуз-Лесная под Барановичами в Западной Белоруссии с материальной базой и имуществом всех видов с соответствующими штатами, потребными для учёбы в лагерях в условиях мирного времени.
О нападении со стороны противника на территорию СССР командиру полка стало известно в 14.00 22 июня 1941 года из райкома КП(б).
22 июня 1941 года около 14.00 от полковника Долгова по телефону было получено распоряжение о сосредоточении полка к 20.00 23 июня 1941 года в районе Берёза-Картузская (Берёзовский район Брестской области).
Во исполнение полученного распоряжения основная часть полка выступила из лагеря Обуз-Лесная в 22.00 22 июня 1941 года.
23 июня 1941 года 120-й гаубичный артиллерийский полк вступил в бой в составе 4-й армии Западного фронта юго-западнее посёлка Ивацевичи Брестской области.
В боях и при отходе 120-й гаубичный артиллерийский полк понёс большие потери — около четверти личного состава, в основном пропавшими без вести, и утратил большую часть орудий и тракторов.
После выхода к линии фронта был доукомплектован личным составом и получил новую матчасть: 12 122-мм гаубиц и 12 152-мм пушек-гаубиц обр. 1938 г.
В ходе Смоленского сражения участвовал в боях у города Ярцево Смоленской области в августе 1941 года. 11 августа, совместно с другими артчастями, огнём обеспечивал прорыв из вражеского тыла группы генерал-лейтенанта Болдина.
27 августа на НП 2-го дивизиона у деревни Коханово севернее Ярцево осколком мины был ранен командир полка полковник Лопуховский.
На 1 октября 1941 года, к началу приведшей к катастрофе Вяземской операции, 120-й гап в составе 19-й армии занимал огневые позиции в полосе обороны 50-й стрелковой дивизии в 10-12 км северо-восточнее Ярцево и в 3-4 км от переднего края, который проходил по притоку реки Вопь реке Царевич. В то время в полк вернулся из госпиталя в Вязьме командир полка Н. И. Лопуховский.
Вскоре после начала операции «Тайфун» полк впервые упоминается в немецких документах:
"…7.15 7.10:"Район Ярцево сильно заминирован. По всему фронту взрывы и горят деревни. Захвачен пленный из 120-го артполка…"
Тогда немцы уже ощутили огонь его 152-мм орудий и неоднократно поднимали аэростаты для обнаружения огневых позиций батарей. Один из них был сбит нашим истребителем. При подходе к Вязьме колонна полка была обстреляна из пулемёта, было много убитых и раненых, в их числе начальник штаба получил ранение в ногу.
6 октября, после высадки немцами воздушного десанта в Вязьме, полк оказался в полном окружении вместе со всей группировкой советских войск, находящихся севернее Минского шоссе.
Утром 11 октября в полосе 6-7 километров севернее и южнее села Богородицкое начался организованный прорыв остатков 19-й и 32-й армий из окружения, во время которого 120-й гап расстрелял последние снаряды, поддерживая 166-ю стрелковую дивизию, наступавшую на правом фланге участка прорыва, в направлении Дорохово-Леонтьево-Марково, с форсированием реки Бебря (правого притока Вязьмы). Но очередная попытка прорыва окончились неудачей, выйти в районе села Орлянка по удерживаемому неимоверными усилиями трёх дивизий коридору, шириной всего 2 километра, удалось далеко не всем. Вечером этого же дня немцы подтянули к прорыву резервы, осветили местность ракетами и открыли шквальный артиллерийско-миномётный огонь, после чего двинули в брешь танковые и пехотные дивизии. Немецкие снаряды рвались прямо в густой массе людей, ожидающих своей очереди движения на прорыв, убивая за раз десятки человек. Около двадцати двух часов 11 октября кольцо окружения вновь сомкнулось.
12 октября генерал-лейтенант М. Ф. Лукин, командующий объединёнными 19-й и 32-й армиями, отдал приказ на новую попытку прорыва, на этот раз — силами 152-й стрелковой дивизии полковника Кочеткова, усиленной мобильным кавалерийским полком из состава 45-й кавдивизии (комдив А. Т. Стученко). Удар наносился с рубежа Аношино—Нарышево в направлении Гжатского укрепрайона. Во время этой атаки удалось смять пехоту противника, но встречная контратака немецкой танковой дивизии опрокинула боевые порядки.
Вечером 12 октября личный состав артполка, по решению последнего заседания Военного совета командиров окружённой группировки в д. Шутово, выступил совместно с 166-й стрелковой дивизией на прорыв к 20-й армии генерала Ершакова, которая к тому моменту перестала существовать как организационная единица. Из-за отсутствия топлива пришлось уничтожить оставшиеся орудия и транспорт.
Последний организованный бой артиллеристы провели 13 октября при атаке на деревню Богданово. Пытаясь прорваться к железной дороге линии Вязьма—Ржев, проходящей в 5 км восточнее, полк понёс тяжёлые потери. Тогда же были ранены командир полка Лопуховский осколком мины в живот, вторично ранен осколком мины начальник штаба Машковцев, комиссару пулемётной очередью перебило обе ноги. Начальник штаба и комиссар дивизии в безвыходной обстановке позже застрелились. Тогда же при невыясненных обстоятельствах погиб командир полка Лопуховский. Вместе с ними погибла группа в составе писаря штаба полка младшего сержанта Н. Г. Проселкова, выносившего полковое знамя, и сопровождающих рядового А. П. Рубцова, военфельдшера Ф. М. Ступак, неизвестного майора (возможно, комиссара полка), неизвестного командира и одного неопознаного медика (их останки были обнаружены в 1980 году, причём на груди Н. Г. Проселкова сохранились фрагменты истлевшего знамени).
После тяжёлого боя уцелевшие бойцы отступили в ближайший лес, где находилось много других красноармейцев. Наиболее инициативные командиры организовали несколько групп, которым удалось вырваться из окружения.
Несмотря на это, лишь незначительной части бойцов полка удалось выйти из окружения. Из-за больших потерь в рядовом и командном составе и утраты Знамени и матчасти полк было решено не переформировывать.
24 декабря 1941 года 120-й гап исключён из списков артиллерийских частей.

## Подчинение
| Дата            | Фронт (округ)  | Армия      | Корпус                 | Дивизия | Бригада | Примечания |
| --------------- | -------------- | ---------- | ---------------------- | ------- | ------- | ---------- |
| 22.06.1941 года | Западный фронт | 4-я армия  | 28-й стрелковый корпус | -       | -       | -          |
| 01.07.1941 года | Западный фронт | 4-я армия  | 28-й стрелковый корпус | -       | -       | -          |
| 11.08.1941 года | Западный фронт | 19-я армия | -                      | -       | -       | -          |
| 01.10.1941 года | Западный фронт | 19-я армия | -                      | -       | -       | -          |

## Командный состав полка
- Командир
  1. полковник Николай Ильич Лопуховский (26.4.1940 — 13.10.1941)
  2. майор Ф. С. Машковцев (исполнял обязанности командира полка с 22 августа, после ранения полковника Лопуховского, по 1 октября 1941 года, по возвращении полковника Лопуховского из госпиталя)
- Начальник штаба
  1. Майор Ф. С. Машковцев (до 13.10.1941)
- Комиссар
  1. Батальонный комиссар Г. А. Русаков (до 13.10.41)

### Командиры дивизионов
- капитан В. М. Жлоба
- Командир 2-го дивизиона
  1. капитан Ф. К. Работнов
- Командир 3-го дивизиона
  1. старший лейтенант[3](капитан[4]) Н. В. Морогин (умер в плену)

### Командиры батарей
- Командир 2-й батареи
  1. Старший лейтенант А. М. Исаченко
- Командир 4-й батареи
  1. лейтенант А. Н. Выходцев (умер в плену)

## Память
9 мая 1988 года на станции Гредякино, в 5 км к западу от Вязьмы, ветераны полка и поисковики отряда НИЦЭВТ города Москвы установили памятник солдатам и офицерам 120-го гап РГК, погибшим 13 октября 1941 года при прорыве из окружения.